# Brooke Williams
Brooke Williams (* 3. Januar 1984 in Christchurch) ist eine neuseeländische Schauspielerin. 

## Leben
In Christchurch aufgewachsen, zog Williams 2001 nach London und lernte dort am Globe Theatre Schauspiel. Nach ersten Erfahrungen als Darstellerin in Großbritannien, kehrte sie nach Neuseeland zurück und wurde 2007 Mitglied der Auckland Theatre Company. Bis etwa 2010 war Williams eine aktive Theaterdarstellerin, die Engagements auf diversen Bühnen Neuseelands wahrnahm.
Ihre Arbeit als Filmschauspielerin begann Williams 2005 mit einer Nebenrolle in der neuseeländischen Filmproduktion Meet Me in Miami. Ihre bisher größten Erfolge konnte sie jedoch als Fernsehdarstellerin verbuchen. So hatte Williams ab 2009 wiederkehrende Rollen in Fernsehserien wie Legend of the Seeker – Das Schwert der Wahrheit, Spartacus: Gods of the Arena und The Almighty Johnsons.
Ab 2012 spielte Williams in über 200 Episoden der Seifenoper Shortland Street die Rolle der Lana Jacobs. Außerdem hatte sie wiederkehrende Parts in US-Serien wie 12 Monkeys, The Shannara Chronicles und Marvel’s Agents of S.H.I.E.L.D..

## Filmografie (Auswahl)
- 2005: Meet Me in Miami
- 2007: Kissy Kissy
- 2009: Go Girls (Fernsehserie, 3 Episoden)
- 2009–2010: Legend of the Seeker – Das Schwert der Wahrheit (Legend of the Seeker, Fernsehserie, 3 Episoden)
- 2010: This Is Not My Life (Fernsehserie, Episode 1x03)
- 2010: Predicament
- 2010: Outrageous Fortune (Fernsehserie, 4 Episoden)
- 2010–2012: Spartacus (Fernsehserie, 6 Episoden)
- 2011: Spartacus: Gods of the Arena (Miniserie)
- 2011: Ice – Der Tag, an dem die Welt erfriert (Ice, Fernsehfilm)
- 2011–2012: The Almighty Johnsons (Fernsehserie, 8 Episoden)
- 2012–2013: Shortland Street (Seifenoper)
- 2015: Slow West
- 2016–2018: 12 Monkeys (Fernsehserie, 18 Episoden)
- 2016–2017: The Shannara Chronicles (Fernsehserie, 11 Episoden)
- 2019: Marvel’s Agents of S.H.I.E.L.D. (Fernsehserie, 7 Episoden)
- 2023: Power Rangers: Cosmic Fury (Fernsehserie, 7 Episoden, Stimme)